# Koceljeva
Koceljeva (izvirno srbsko Коцељева) je naselje v Srbiji, ki upravno spada pod Občino Koceljeva; slednja pa je del Mačvanskega upravnega okraja.

## Demografija
V naselju živi 3588 polnoletnih prebivalcev, pri čemer je njihova povprečna starost 36,8 let (36,2 pri moških in 37,4 pri ženskah). Naselje ima 1488 gospodinjstev, pri čemer je povprečno število članov na gospodinjstvo 3,12.
To naselje je, glede na rezultate popisa iz leta 2002, večinoma srbsko, a v času zadnjih 3 popisov je opazen porast števila prebivalcev.
|  |

| Demografija | Demografija     | Demografija     |
| Leto        | Št. prebivalcev | Št. prebivalcev |
| ----------- | --------------- | --------------- |
|             |                 |                 |
|             |                 |                 |
|             |                 |                 |
|             |                 |                 |
| 1948        | 1876            |                 |
| 1953        | 2010            |                 |
| 1961        | 2377            |                 |
| 1971        | 2949            |                 |
| 1981        | 3561            |                 |
| 1991        | 4202            | 4116            |
| 2002        | 4948            | 4645            |
|             |                 |                 |

| Etnična sestava po popisu iz leta 2002 | Etnična sestava po popisu iz leta 2002 | Etnična sestava po popisu iz leta 2002 | Etnična sestava po popisu iz leta 2002 | Etnična sestava po popisu iz leta 2002 |
| -------------------------------------- | -------------------------------------- | -------------------------------------- | -------------------------------------- | -------------------------------------- |
| Srbi                                   | Srbi                                   |                                        | 4.582                                  | 98,64%                                 |
| Jugoslovani                            | Jugoslovani                            |                                        | 8                                      | 0,17%                                  |
| Črnogorci                              | Črnogorci                              |                                        | 6                                      | 0,12%                                  |
| Hrvati                                 | Hrvati                                 |                                        | 4                                      | 0,08%                                  |
| Romi                                   | Romi                                   |                                        | 4                                      | 0,08%                                  |
| Goranci                                | Goranci                                |                                        | 3                                      | 0,06%                                  |
| Rusi                                   | Rusi                                   |                                        | 2                                      | 0,04%                                  |
| Romuni                                 | Romuni                                 |                                        | 2                                      | 0,04%                                  |
| Slovenci                               | Slovenci                               |                                        | 1                                      | 0,02%                                  |
| Muslimani                              | Muslimani                              |                                        | 1                                      | 0,02%                                  |
| Makedonci                              | Makedonci                              |                                        | 1                                      | 0,02%                                  |
| Bolgari                                | Bolgari                                |                                        | 1                                      | 0,02%                                  |
| Albanci                                | Albanci                                |                                        | 1                                      | 0,02%                                  |
| Neznano                                | Neznano                                |                                        | 12                                     | 0,25%                                  |